# 沖天大火災
《沖天大火災》（英語：The Towering Inferno）是厄文·艾倫於1974年製作的一部災難片，由保羅·紐曼與史提夫·麥昆主演。本片內容改編自理查德·馬丁·斯特恩的《空中火葬》，以及托马斯·N·斯科夏和弗兰克·鲁滨逊的《玻璃炼狱》兩本小說，劇本由史泰靈·薛立芬執筆。本片導演為約翰·葛樂民，而艾倫本人負責執導動作場面。

## 劇情簡介
位於美國三藩市的一棟高138層摩天大樓為世界上最高的大樓，由於涉及偷工減料，電路及防火系統不及標準而使整大樓〔81樓以上〕陷入火海。雖然大樓的建築師（保羅·紐曼飾）一早已發現大樓有問題，以及相關設計被修改，但業主（威廉·荷頓飾）及電機工程師（李察·張伯倫飾）堅稱大樓並沒有問題，堅持大樓開幕儀式及派對繼續舉行。在開幕儀式中，大樓的燈光全部亮上，這使大樓因電線負荷過重而令81樓儲藏室的火勢加劇。
業主在消防隊隊長（史提夫·麥昆飾）的壓力下被迫通知賓客大樓發生火警，並知會賓客（珍妮佛·瓊絲和費·唐娜薇等人飾）以電梯離開。大樓的建築師與消防隊隊長擔負起救出他們的任務，並以79樓作為指揮室。他們使用了各種方法，包括吊車及直昇機（最後失事在天台墮毀），但都失敗。由於81樓火源早已失控，再加上風勢強勁以及差劣的防火系統，令灌救工作非常困難，最後一發不可收拾，整大樓陷入火海，294名的賓客被困在135樓的宴會廳。
正當賓客生存機會渺茫時，結構工程師及建築師決定將大樓的游泳池炸毀使大火瞬間撲熄，流出的大量水使大火最終撲熄。建築師事後表示不清楚大樓的最終處置，他只認為大樓會被廢置，作為對世人及偷工減料者的警惕......。

## 獎項
本片曾獲三座奧斯卡（最佳攝影、最佳剪輯與最佳原創音樂）、兩座BAFTA（最佳男配角、最佳電影音樂）與兩座金球獎（最佳男配角、最有希望女性新人）。